# Чистяков, Анатолий Васильевич
Анатолий Васильевич Чистяков — советский хозяйственный, государственный и политический деятель, Герой Социалистического Труда.

## Биография
Родился в 1937 году в деревне Черкасово. Брат — Иван Васильевич Чистяков — Герой Социалистического Труда. Член КПСС.
С 1957 года — на хозяйственной, общественной и политической работе. В 1957—1989 гг. — колхозник-картофелевод, звеньевой колхоза имени Ленина Молоковского района Калининской области. Получил в составе звена самый высокий урожай картофеля в истории Тверской области — 356 центнеров с гектара.
Указом Президиума Верховного Совета СССР от 11 декабря 1973 года присвоено звание Героя Социалистического Труда с вручением ордена Ленина и золотой медали «Серп и Молот».
Лауреат Государственной премии СССР (1976) — за высокоэффективный труд по выращиванию картофеля.
Погиб в Молоковском районе в 1989 году.